# Carl-Evin Sandberg
Carl-Evin Sandberg, född 27 januari 1904 i Stockholm, död 30 juni 1979 i Stockholm, var en svensk arkitekt.

## Biografi
Sandberg utexaminerades från Tekniska skolan, Byggnadsyrkesskolan, i Stockholm 1926 och från Kungliga Tekniska högskolan 1939. Han bedrev egen arkitektverksamhet, C-E Sandberg Arkitektkontor AB, och startade 1962 tillsammans med arkitekterna Karl-Åke Hellman, Sven Lindblom och Folke Löfström HLLS Arkitektkontor AB i Stockholm, vilket från 1977 även hade ett kontor i Växjö. Han var även lärare vid Tekniska läroverket i Stockholm och assistent vid Kungliga Tekniska högskolan.
Sandberg arbetade bland annat  för Svenska Bostäder.

## Verk (urval)
- Danderyds sjukhus (med Folke Löfström)
- Huddinge sjukhus (med Karl-Åke Hellman), 1968–1977
- Industrihus i Kvarteret Ångtvätten på Stora Essingen, 1946.
- Jakobsbergsgatan 8 i Stockholm, Tandläkarhuset
- Flerbostadshus, 1964−66, Vita Liljans väg 100−108, Bredäng
- Flerbostadshus, 1964−66, Svenska Bostäder, Gröna stugans väg 25−33, 39−45, Bredäng
- Stora Sällskapets väg 8−26 i Bredäng
- Skivhusen i kvarteret Par Bricole, Bredäng, 1964
- Regeringsgatan 105−107, Stockholm, kontorshus 1963 (f.d. Skanskas huvudkontor, i dag (2018) Alecta)
- Fittja värmeverk, Fittja, Botkyrka kommun (Söderenergi)
- Långbro sjukhus 10-våningshus, Långbro, Stockholm
- Edö bostadsservicehus/äldreboende, Farsta

### Bilder, verk i urval

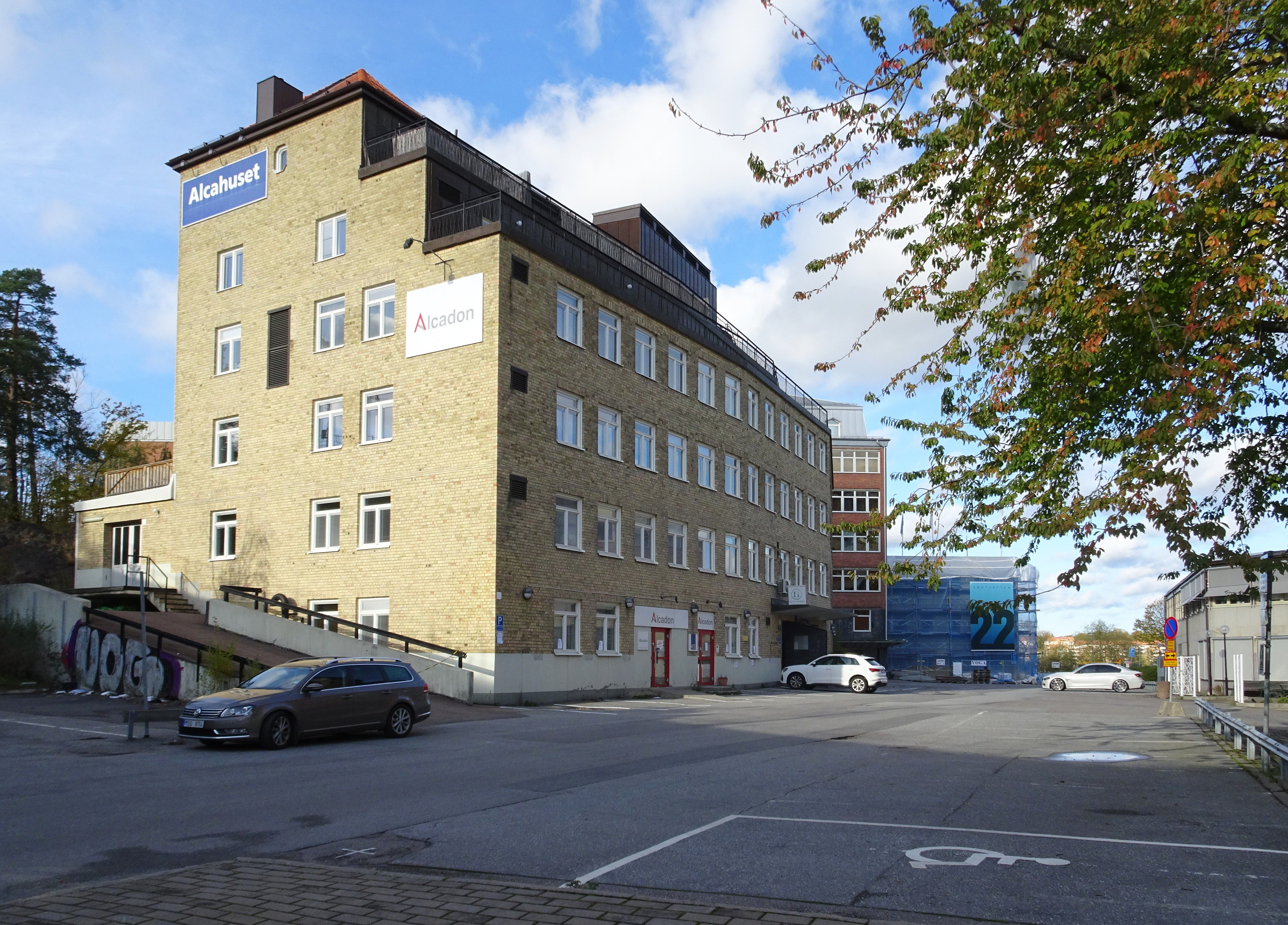
Fastigheten Ångtvätten 12, Stora Essingen, 1946
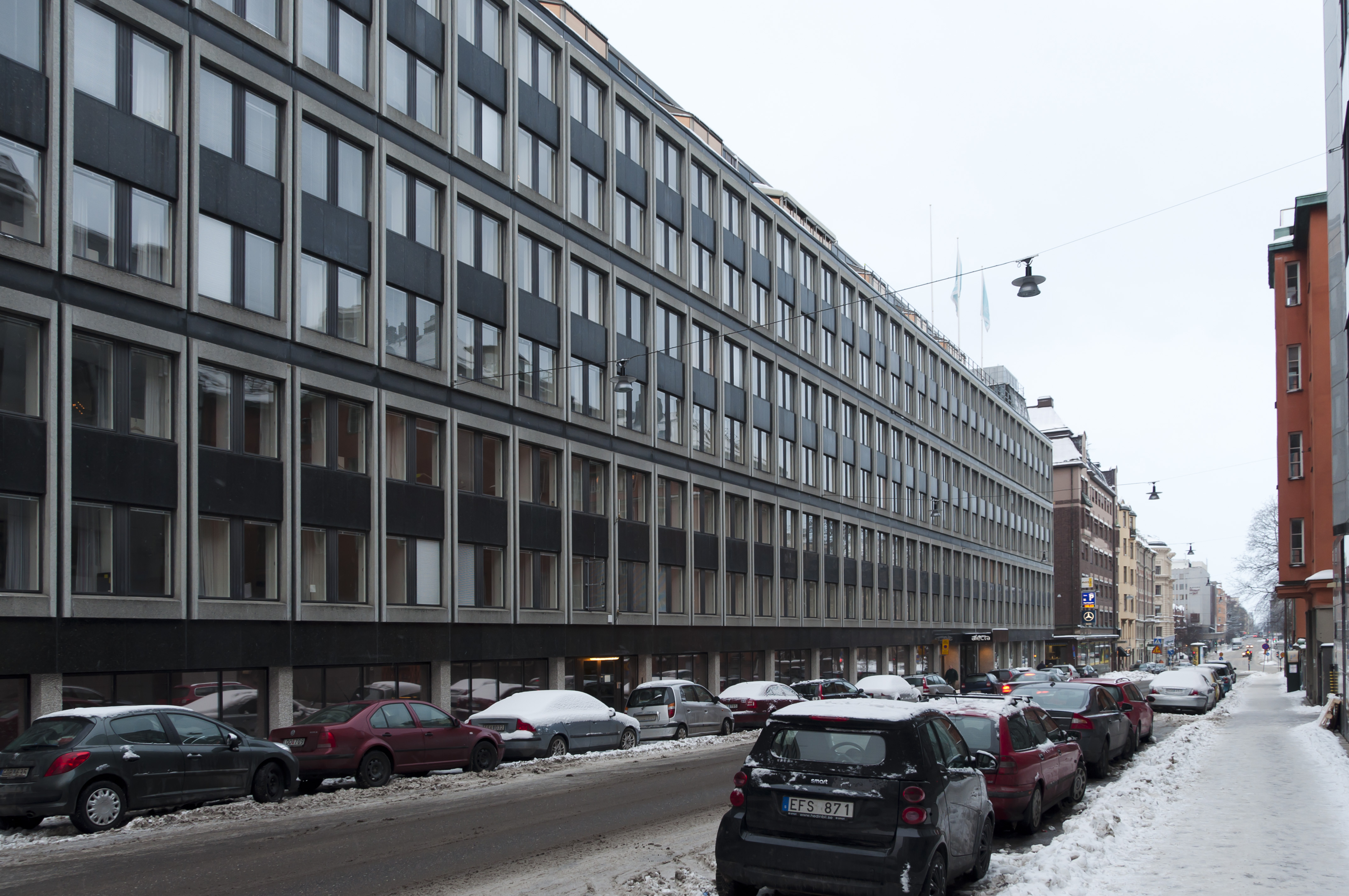
Kontorshus på Regeringsgatan 105−107, Stockholm, uppfört 1963−1965.
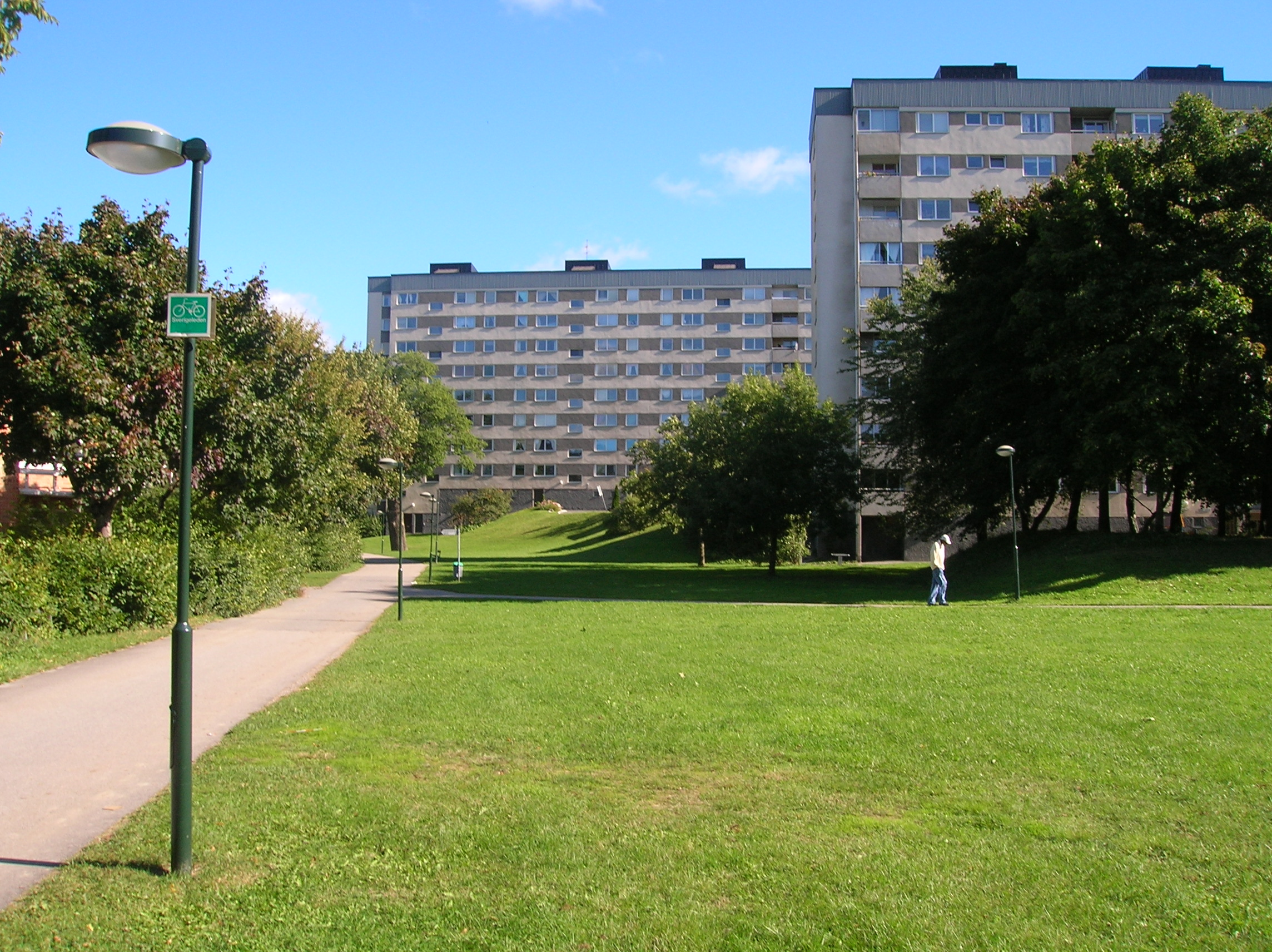
Kvarteret Par Bricole, Bredäng.
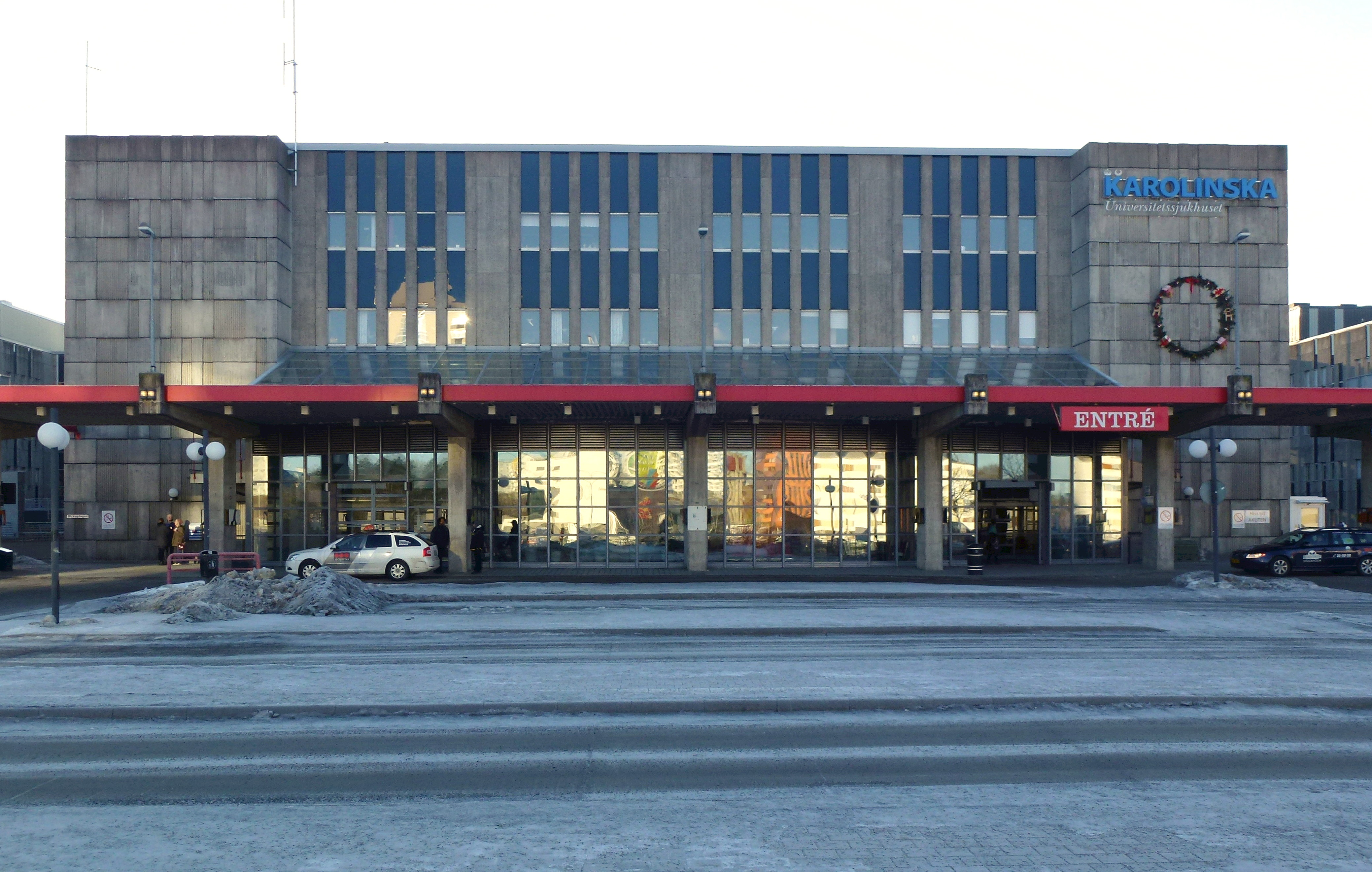
Huddinge sjukhus.